# Municipio de Third Creek
El municipio de Third Creek (en inglés: Third Creek Township) es un municipio ubicado en el condado de Gasconade en el estado estadounidense de Misuri. En el año 2010 tenía una población de 666 habitantes y una densidad poblacional de 6,07 personas por km².

## Geografía
El municipio de Third Creek se encuentra ubicado en las coordenadas 38°23′32″N 91°34′57″O / 38.39222, -91.58250. Según la Oficina del Censo de los Estados Unidos, el municipio tiene una superficie total de 109.77 km², de la cual 109,05 km² corresponden a tierra firme y (0,65 %) 0,71 km² es agua.

## Demografía
Según el censo de 2010, había 666 personas residiendo en el municipio de Third Creek. La densidad de población era de 6,07 hab./km². De los 666 habitantes, el municipio de Third Creek estaba compuesto por el 98,35 % blancos, el 0,3 % eran amerindios, el 0,45 % eran asiáticos y el 0,9 % eran de una mezcla de razas. Del total de la población el 0,9 % eran hispanos o latinos de cualquier raza.